# Benderi (Eredvi)
Benderi (en georgiano: ბენდერი) o Bender (en osetio: Бендер) es una aldea que pertenece a la parcialmente reconocida República de Osetia del Sur, parte del distrito de Tsjinval, aunque de iure pertenece al municipio de Eredvi de la región de Iberia Interior de Georgia.

## Geografía
Benderi se encuentra en la cabecera del río Arkinareti, a 40 kilómetros de Tsjinvali. La aldea se administra desde el pueblo de Zemo Bikari.  

## Historia
Tras la guerra de Osetia del Sur de 1991-1992, los osetios lograron controlar el pueblo y desde 2006, forma parte del municipio de Eredvi en la legislación georgiana.

## Demografía
La evolución demográfica de Benderi entre 1916 y 2015 fue la siguiente:
| 335                                                      | 301 | 294 | 277 | 128 | 100 | 45 | 5 |
| (Fuente: Population of South Ossetia since Soviet times) |     |     |     |     |     |    |   |

Según el censo soviético de 1959, la mayoría de la población local eran osetios.